# Denham Court
Denham Court är en del av en befolkad plats i Australien. Den ligger i kommunen Campbelltown Municipality och delstaten New South Wales, i den sydöstra delen av landet, omkring 36 kilometer väster om delstatshuvudstaden Sydney.
Runt Denham Court är det tätbefolkat, med 511 invånare per kvadratkilometer.. Närmaste större samhälle är Ingleburn, nära Denham Court. 
Runt Denham Court är det i huvudsak tätbebyggt. Genomsnittlig årsnederbörd är 1 288 millimeter. Den regnigaste månaden är februari, med i genomsnitt 215 mm nederbörd, och den torraste är juli, med 34 mm nederbörd.